# 아이언 돔
아이언 돔(영어: Iron Dome, 히브리어: כִּפַּת בַּרְזֶל 키파트 바르젤)은 이스라엘 라파엘사와 이스라엘 항공우주 산업에서 개발한 전천후 이동식 방공 시스템(C-RAM)이다. 아이언 돔 시스템은 4 km ~ 70 km의 거리에서 발사되어 탄도가 거주 지역에 도달하게 되는 단거리 로켓과 포탄을 차단, 파괴하도록 설계되었다.
이스라엘을 위협하는 헤즈볼라 등은 이란 및 북한에서 로켓포를 도입해 이스라엘을 공격하였고, 이것을 막기 위해 개발되었다. 근접거리에서부터 최대 70 km 거리에서 발사된 단거리 로켓포와 155mm 포탄을 요격한다. 북한이나 헤즈볼라 등이 대거 보유한 다연장 로켓포인, 러시아제 BM-21을 완벽하게 방어할 수 있다.
아이언 돔은 2011년 3월 27일 베르셰바 부근에서 처음으로 운용되었다. 2011년 4월 7일, 아이언 돔 체계는 최초로 가자 지구에서 발사된 BM-21 로켓을 성공적으로 요격하였다. 2012년 3월 10일 예루살렘 포스트는 아이언 돔이 가자에서 발사되어 거주 지역에 떨어졌을 로켓의 90%를 격추시켰다고 보도하였다. 2014년 10월까지, 아이언 돔 체계는 1,200개가 넘는 로켓을 요격했다.
아이언 돔은 이스라엘이 개발중인 다층 미사일 방어 체계의 일부로, 2018년이면 여기에 애로우 2, 애로우 3, 아이언 빔, 데이비드 슬링(다윗의 돌팔매)이 포함될 전망이다.

## 배경
1990년대, 레바논에 기반을 둔 헤즈볼라가 이스라엘 북쪽의 인구밀집지역을 로켓으로 공격, 이스라엘 방위군의 안보에 도전장을 내밀었다. 이스라엘은 독자적인 단거리 미사일 방어 체계의 구상을 떠올렸으나, 미국의 국방부 관리들은 이를 두고 '실패하기 마련'이라고 경고했다.
2004년, 아이언 돔의 구상은 다니엘 골드(Brig. Gen. Daniel Gold)가 이스라엘 방위군(IDF) 연구개발 부서의 책임자로 부임하면서 추진력을 얻게 되었다. 다니엘 골드는 미사일 방어 프로젝트의 강력한 후원자였으며, 자금을 확보하기 위해 군대 축소 규정의 언급을 피하였고, 주요 정치가들이 프로젝트를 지지하도록 하는 설득을 돕기도 했다.
2006년 이스라엘-레바논 전쟁의 기간 동안, 약 4천 개의 헤즈볼라에서 발사한 로켓들(대다수는 단거리 카튜샤 로켓)이 이스라엘 북부에 떨어졌고, 이스라엘에서 세 번째로 큰 도시인 하이파도 피해 지역에 포함되었다. 로켓 공격으로 44명의 이스라엘 시민이 사망하였고, 25만 명의 이스라엘 시민이 이스라엘내 다른 지역으로 이주했으며, 백만 명에 가까운 이스라엘 사람들이 분쟁 기간 동안 방공호 내부 또는 부근에 있어야 했다.
이스라엘 남쪽으로는 2000년에서 2008년 사이에 가자 지구로부터 주로 8천 개가 넘는 포탄들(약 4천 개의 로켓과 4천 개의 박격포탄)이 인구밀집지역에 무차별적으로 발사되었는데, 대부분 하마스의 공격이었다. 발사된 로켓의 거의 대부분은 가자 지구로 밀수된 BM-21(카튜샤 로켓)으로부터 발사된 카쌈 로켓이었으며, BM-21은 다른 발사 장치보다 사정거리가 길었다. 백만 명에 가까운 이스라엘 사람들이 로켓의 사정거리 안에서 살고 있었고, 이는 이스라엘과 국민들에게는 심각한 안보 위협이었다.
2007년 2월, 이스라엘의 국방부 장관 아미르 페레츠는 아이언 돔을 이스라엘의 단거리 로켓 위협에 대한 방어 체제로 선택하였다. 그 이후로 IDF와 라파엘사(Rafael Advanced Defense Systems)의 협력으로 미화 2억 1천만 달러의 시스템이 개발되었다.
미국은 2010년 아이언 돔 개발 비용으로 2억 500만 달러(약 2천 200억 원)를 지원했고 2012년에도 7천만 달러(760억 원)를 제공했다.

## 제원

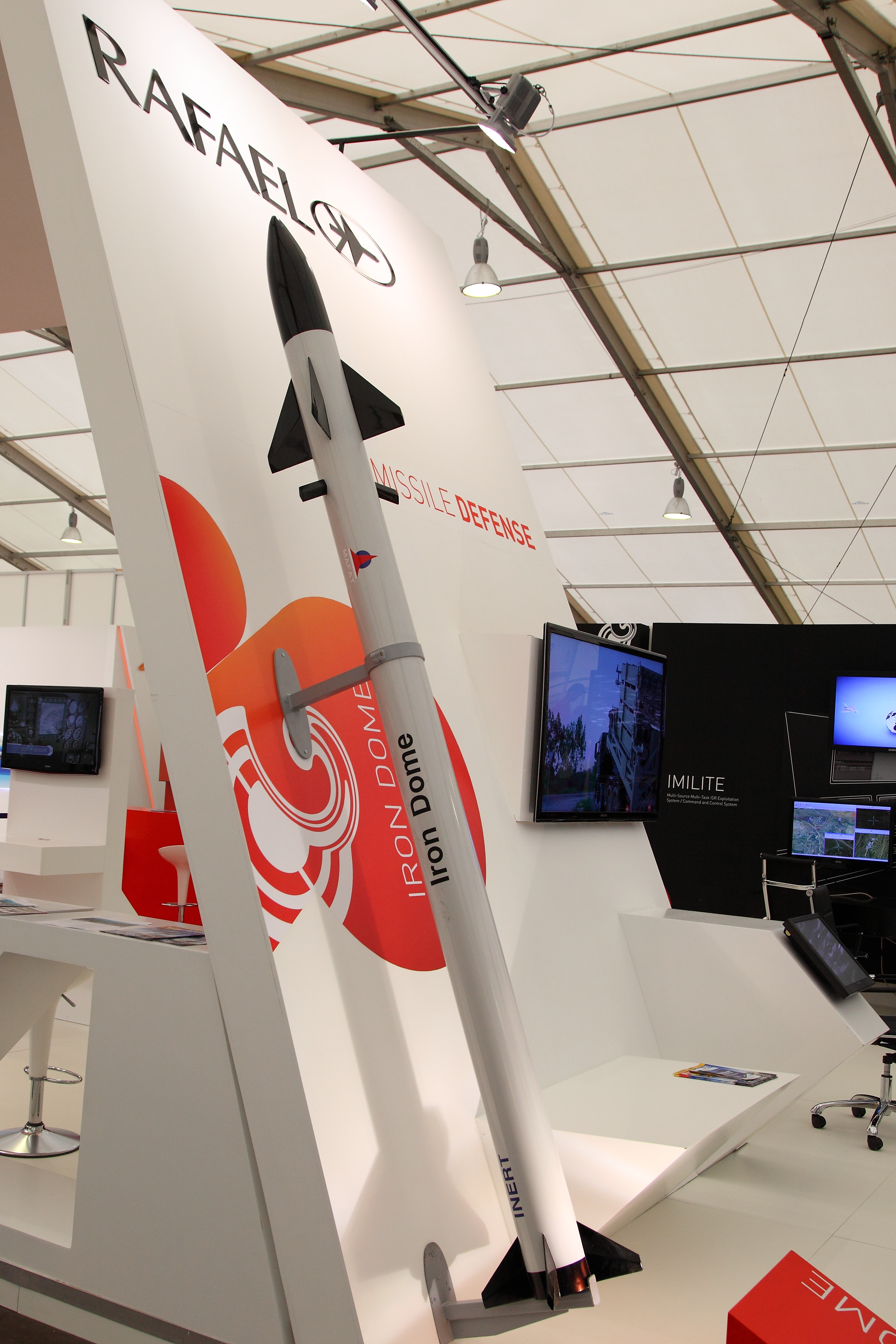
아이언 돔에 사용된 요격 미사일의 한 예.

아이언 돔 시스템은 단거리 로켓과 155mm 포탄에 70km 한도내에서 대응하도록 설계되었다. 제조사의 설명에 의하면 아이언 돔은 주야로 불리한 기후 조건에서도 기동하며, 동시다발적인 위협에도 대응할 수 있다.

### 구성
- EL/M-2084 레이다 - 엘타 사 제작, 탐지거리 4–350 km
- 타미르 미사일 - 라파엘 사 제작, 무게 80 kg, 사거리 4–70 km, 적외선 유도, 근접신관
- 컴퓨터 - 엠프레스트 사 제작, 분당 1200개 목표물 처리

이는 방공 미사일 시스템들의 거의 공통적인 구성이다.
아이언 돔의 이동식 차량 발사대에는 20발의 타미르 요격미사일(90 kg)이 탑재되어 있다. 적외선 유도 방식을 사용하며, AIM-9 사이드와인더(91 kg)와 비슷한 무게이다. 레이다는 지상발사형 암람 미사일 시스템에 사용되는 AN/MPQ-64 센티넬 레이다와 비슷한 엘타 레이다를 사용하나, X밴드를 사용하는 센티넬과 달리 S밴드를 사용한다.
미국의 이지스 시스템과 비교하면, 레이다는 저출력 소형화하여 탐지거리를 절반 이하로 줄였다. 미사일도 1500 kg에서 80kg으로 줄였다 (1420kg 감량). 미국 이지스 전투 시스템의 슈퍼 컴퓨터도 일반 컴퓨터로 소형화했다. 세 구성요소를 모두 소형화 하여 가격을 최소화하였지만, 그래도 장사정포 한 발 보다 50배가 비싸다.
이스라엘 레이다는 엘타, 미사일은 라파엘이 주로 생산하며, 막대한 개발비, 한정된 수요 등으로 다수 업체가 존재하지 않는다.
시동시간은 패트리어트와 같은 20분이다. 러시아 중국 남북한의 S-300 5분 보다 길다. 그러나 이스라엘의 실전사례는 20분 시동시간이 큰 문제는 아니라는 점을 실증하고 있다.

### EL/M-2084
아이언돔은 EL/M-2084 다기능 레이다를 사용한다.
다기능 레이다라는 의미는, 항공기만이 아니라 탄도 미사일, 순항 미사일, UAV, 대포, 박격포, 로켓포 등을 모두 탐지, 추적, 요격할 수 있으며, 대포병 레이다로서 적 대포의 위치파악, C-RAM 레이다 기능까지 모조리 갖추었다는 의미이다.
- 주파수: S 밴드
- 안테나: AESA
- 탐지거리
  - 항공기: 474 km
  - 미사일: 100 km, 자주포, 박격포 등의 발사위치 탐지를 포함
- 회전속도: 30 rpm
- 이동성: C-130 수송기 탑재가능
- 동시탐지
  - 항공기: 1200대
  - 미사일: 분당 200발

## 개발
이스라엘은 레이저 요격은 개발을 중단하고, 아이언 돔으로 헤즈볼라나 하마스 등의 장사정포를 요격 중이다. 아이언 돔은 미니 이지스 레이다에 사이드와인더급 무게 80 kg, 적외선 유도 미사일을 장착한 개념이다. 모든 다연장 로켓포와 야포를 방어할 수 있다. 즉, 기존의 패트리어트나 천궁 레이다에 미사일만 작은 것을 장착한 개념이다. 무게 300 kg, 액티브 레이다 유도인 패트리어트 PAC-3에서 무게 80 kg, 적외선 유도로 소형화, 저렴화했다. 그렇게 저렴화, 소형화하였음에도, 하마스의 장사정포 보다 50배 이상 비싸다는 비판이 있다. 한 발당 5만 달러로 계산했을 경우이고, 9만 달러라는 다른 보도도 있다. 보통 각국에서 독자 생산하는 사이드와인더는 10만 달러 이상이다.

## 실전 기록

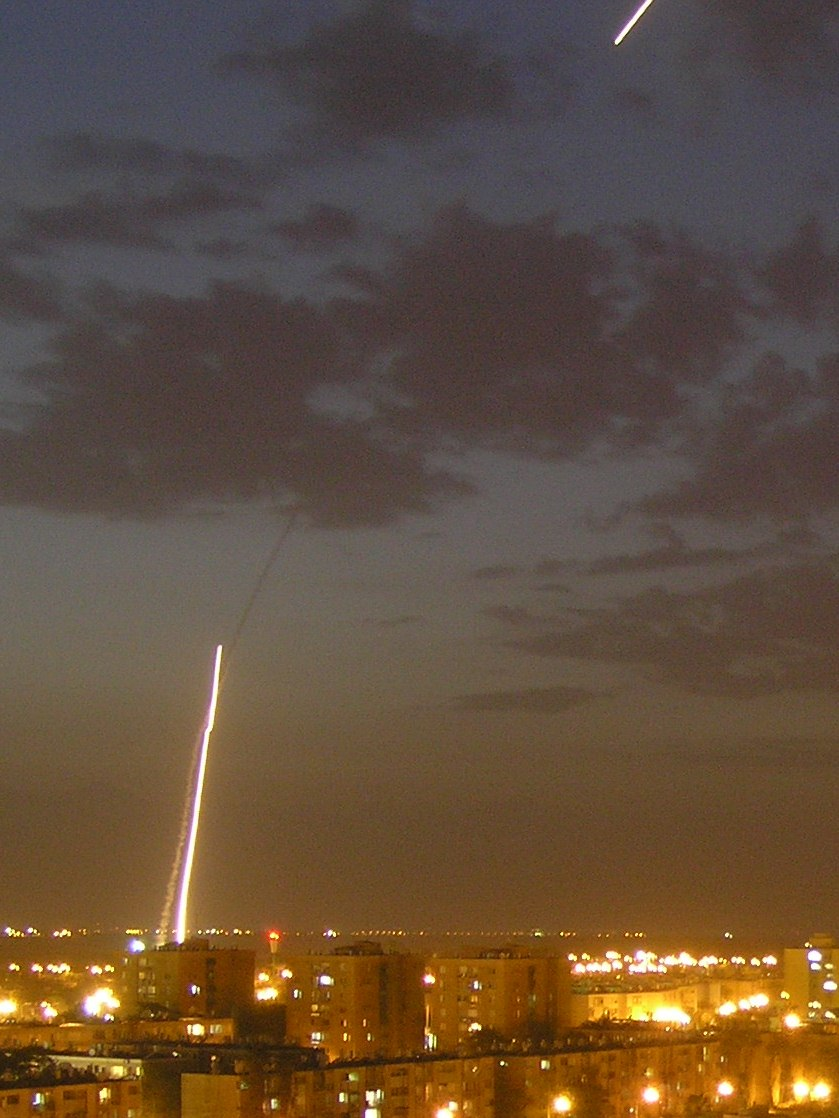
2012년 11월 하마스 로켓을 요격하기 위해 아이언돔이 발사되고 있다.

- 2011년 4월 7일 가자 지구에 대한 카추사 로켓의 공격을 최초로 요격하는데 성공했다. 최초의 실전 성공 사례이다.[13]

- 2012년 11월 15일부터 17일까지 하마스가 발사한 가자지구에서 이스라엘을 향해 발사된 로켓 737발 중 273발에 대해 격추를 시도해 245발을 요격했다. 이는 약 90%의 요격률을 보인 것으로 높게 평가되고 있다.[21] 464발은 중요한 위협이 아니어서 요격이 시도되지 않았다. 한발당 1억원일 경우 사흘간 273억 원어치 미사일을 발사한 것이다. 라파엘사는 3교대 24시간 비상근무로 빈 발사대에 채울 미사일을 긴급 생산하기 시작했다.

### 2012년
2012년 11월 14일, 이스라엘 전투기들이 공습하여 하마스군 최고지도자 아흐마드 알 자바리를 살해했다. 이에 하마스는 이란 등에서 수입한 카츄사 로켓을 대거 발사했으며, 이스라엘은 아이언 돔으로 요격했다. 이스마일 하니야 하마스 총리실도 공습했다. 뉴욕타임즈는 이번 공격이 자바리가 이란에서 수입한 파즈르-5 300미리 카추사 로켓 때문이라고 보도했다.
제2차 세계대전에서 막강했던 나치 독일군을 격파해 유명해진 소비에트 연방의 130미리 BM-13 카추사 로켓은 300미리가 최대 구경이다. BM-13 카추사가 워낙 유명해서 다른 모델은 각각 다른 이름이 있음에도 모두 카추사라고 부른다.
이스라엘 정부가 문제삼는 것은, 기존의 저구경 카추사는 사거리가 짧아 이스라엘 최대 도시인 텔아이브와 수도 예루살렘이 안전했으나, 파즈르-5 사거리 70 km에 들어오기 때문이다. 실제로 이번 전쟁에서 하마스는 파즈르-5를 발사했다. 보통 300미리 카추사는 사거리가 90 km 이상으로 알려져 있다.
이번 전쟁에서 이스라엘은 제2차 세계 대전 이래 카추사를 대적할 만한 아이언 돔이 생겼다는 것을, 전 세계 최초의 대규모 실전사용으로 입증해 주었다. 미국과 러시아는 카추사로 위협받는 나라가 아니라서 아이언 돔도 없다. 이스라엘이 세계 최초 유일한 개발국이자 최초 대량 실전 사용국이다.

### 2021년
2021 05월 11일 팔레스타인 무장정파 하마스가 쏜 로켓포를 이스라엘의 공중 방어체계(아이언돔)에 90%이상 요격되었다.
그후 이스라엘의 전투기 공습으로 팔레스타인 가자지구 건물이 폭파되면서 대규모 인명피해가 이어지고 있다.

## 비판 및 논란

### 가격
헤즈볼라의 카쌈 로켓(사거리 10 km)은 한 발에 수백달러(수십만원)인데, 아이언 돔의 타미르 요격미사일은 한 발에 5만달러이라서, 너무 비싸다는 비판이 있다.
반면 레이저로 로켓포를 요격하는 시스템인 스카이가드는 보다 저렴하게 사용할 수 있다는 주장이 있다. 스카이가드는 미국 방위산업체 노스럽 그러먼과 이스라엘 국방부가 공동개발을 했었다. 이는 레이저 한 발당 2천 달러 정도면 충전할 수 있어 경제적이라는 주장이 있다. 노스럽 그러먼은 1800만 달러만 투자하면 18개월 안에 스카이가드를 실전배치할 수 있다고 제안했지만, 이스라엘 국방부는 추가비용과 장기간의 개발기간 등의 이유로 거절했다. 그러나 이스라엘은 아이언 돔으로 적의 카쌈 로켓(사거리 10 km)을 충분하게 방어할 수 있다고 말했다.
그러나, 적의 다연장 로켓이 불과 수십만원에 불과하다는 비판은, 만약 막지 못할 경우, 민가에 떨어지는데, 민가의 피해는 아이언돔 단가 보다 더 클 수 있다고 재반박할 수 있다.

### 실효성
대한민국의 군사전문가 김종대는 "방사포를 요격하는 것은 불가능에 가깝다. 아이언 돔으로 요격한다는 것 역시 환상에 가깝다"라고 말했다. 그러나 이스라엘 정부는 기관포 요격과 레이저 요격을 모두 취소하고, 아이언 돔 확대를 결정했다. 즉, 이스라엘 정부는 방사포에 대한 유일한 방어수단이 아이언 돔이라고 판단하고 있다.
그러나, 2021년 5월, 하마스의 다연장 로켓 공격에서, 아이언돔은 다연장 로켓 90%을 요격했다. 이제는 더 이상 환상이 아니다.

### 사드의 대안 논란
사드 논란이 사회로 번지면서 사드 대신에 아이언 돔을 대안으로 주장하는 사람들이 등장했다. 그러나 사드하고 아이언돔은 전혀 성질이 다르다. 사드는 고고도 미사일 방어 체계이며 아이언돔은 한국과 다른 이스라엘의 방공 환경에 맞춰서 만들어진 저고도 방어 체계이다. 예를 들어 하마스 등 테러리스트 수준의 집단이 밀가루 폭탄 따위를 만들어 날리거나, 저속으로 날아오는 낮은 수준의 로켓을 막는게 아이언 돔이다. 즉 이스라엘만의 환경에 맞춰진 미사일이 아이언 돔이다. 스커드부터 노동 미사일까지 제조하는 북한에 대응하는데 적합하지 않다. 아이언 돔 도입을 주장하는 자들의 논리도 어느정도 일리는 있는데, 서울의 고층빌딩에 외국인들의 재산등을 보호하기 위해 아이언 돔 도입이 일정 필요하다는 논리이다. 그러나 최소한의 방어막은 될지 모르나 효율성 면에서 의미가 없다. 이미 한국군은 중,저고도 미사일 방어 체제인 패트리어트(PAC-3) 미사일을 보유하고 있고 굳이 이스라엘제 아이언돔을 들여 올 필요가 없다. 한국군의 현재 미사일 방어 체계는 북한의 단거리 및 중거리 탄도미사일을 고고도에서 요격하기 위해 개발된 사드와 기존의 패트리어트를 연동하는 방식이다.

## 각국의 C-RAM(Counter - Rocket, Artillery and Mortar)
이스라엘만이 아니라 미국 등 다른 나라들도 대포 방어 시스템(C-RAM)을 개발하여 수출하고 있다.
- 이스라엘, 아이언 돔
- 미국, AN/MPQ-64 센티넬
- 미국, 센튜리온, 팰렁스 CIWS의 육군형
- 독일, NBS C-RAM

### RAM(Rocket, Artillery and Mortar)
한국은 최근 RIM-116 램을 국산화하였는데, 램과 아이언돔은 매우 유사하다. 즉, 무게 100 kg 미만, 근접신관, 적외선유도인 사이드와인더 미사일 20발을 탑재했다.
한국 레이다는 삼성탈레스, 미사일은 LIG넥스원이 주로 생산한다.

## 같이 보기
- 카추사 로켓
- 장사정포
  - 연평도 포격 - 2010년 11월 23일 북한이 장사정포 170발을 발사했다.
- 아이언 빔